# Narmada
La Narmada ou Narbada (aussi Nerboudda ou Nerbuddah, également connu sous le nom de Reva) est un fleuve qui coule d'est en ouest dans le centre de l'Inde. Il fait partie des sept rivières sacrées de l'Inde.

## Géographie
Le fleuve Narmada forme la limite traditionnelle entre le Deccan et la plaine indo-gangétique. Il prend sa source à Amarkantak dans les monts Maikal au Madhya Pradesh. L'essentiel de son cours se trouve dans cet État.
Il traverse sur quelques dizaines de kilomètres l'État du Maharashtra, où il constitue en fait la frontière avec les États du Goudjerate et du Madhya Pradesh, puis se jette dans l'océan Indien dans le golfe de Cambay au Gujarat (mer d'Arabie).

## Fossile humain
En décembre 1982, Arun Sonakia découvre une demi-calotte crânienne humaine fossile sur la rive droite de la Narmada, près du village d'Hathnora (Madhya Pradesh), à environ 40 km à l'est de la ville de Hoshangabad. Ce crâne, usuellement dénommé Homme de la Narmada ou Homme d'Hathnora, est actuellement le plus ancien fossile humain découvert en Inde. Sa datation demeure néanmoins très imprécise, entre 500 000 et 100 000 ans, c'est-à-dire probablement au Paléolithique moyen. Plus de 40 ans après sa découverte, il n'est toujours pas attribué à une espèce humaine déterminée. Le fossile était accompagné d'une industrie lithique comprenant des bifaces, des hachereaux et des racloirs.

## Principales villes
- Amarkantak, Dindori, Mandla, Jabalpur, Hoshangabad (Narmadapuram), Omkareshwar, Maheshwar, Barwani, Bharuch (Broach), Dahej

## Barrages
Le fleuve Narmada a connu un regain d'intérêt à travers le barrage de Sardar Sarovar, barrage ayant été l'objet de très vives controverses, notamment à la suite d'un rapport de la Banque mondiale.

## Galerie

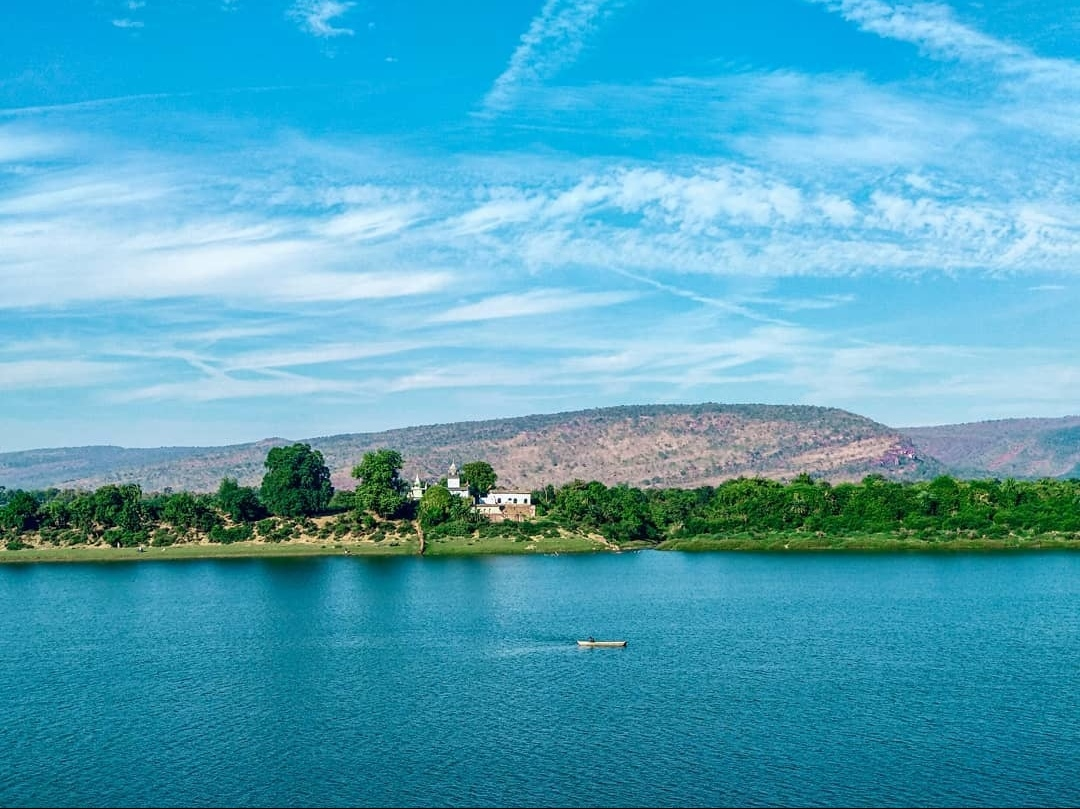
Le fleuve depuis le Sethani Ghat à Hoshangabad.
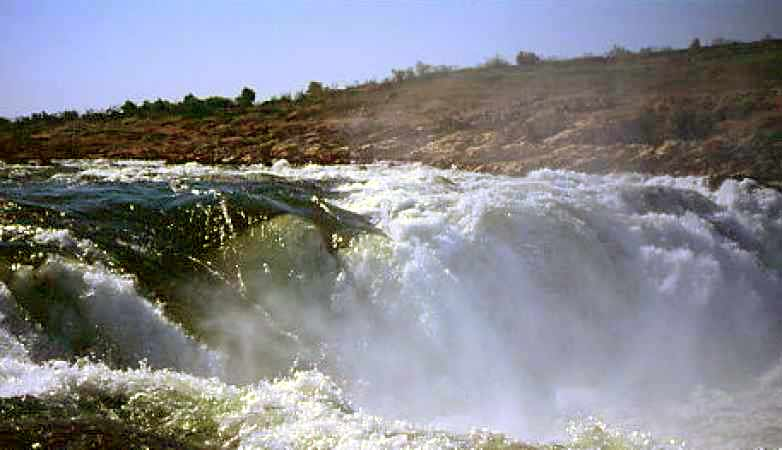
Les chutes de Dhuandhar, près des Marble Rocks à Bhedaghat.
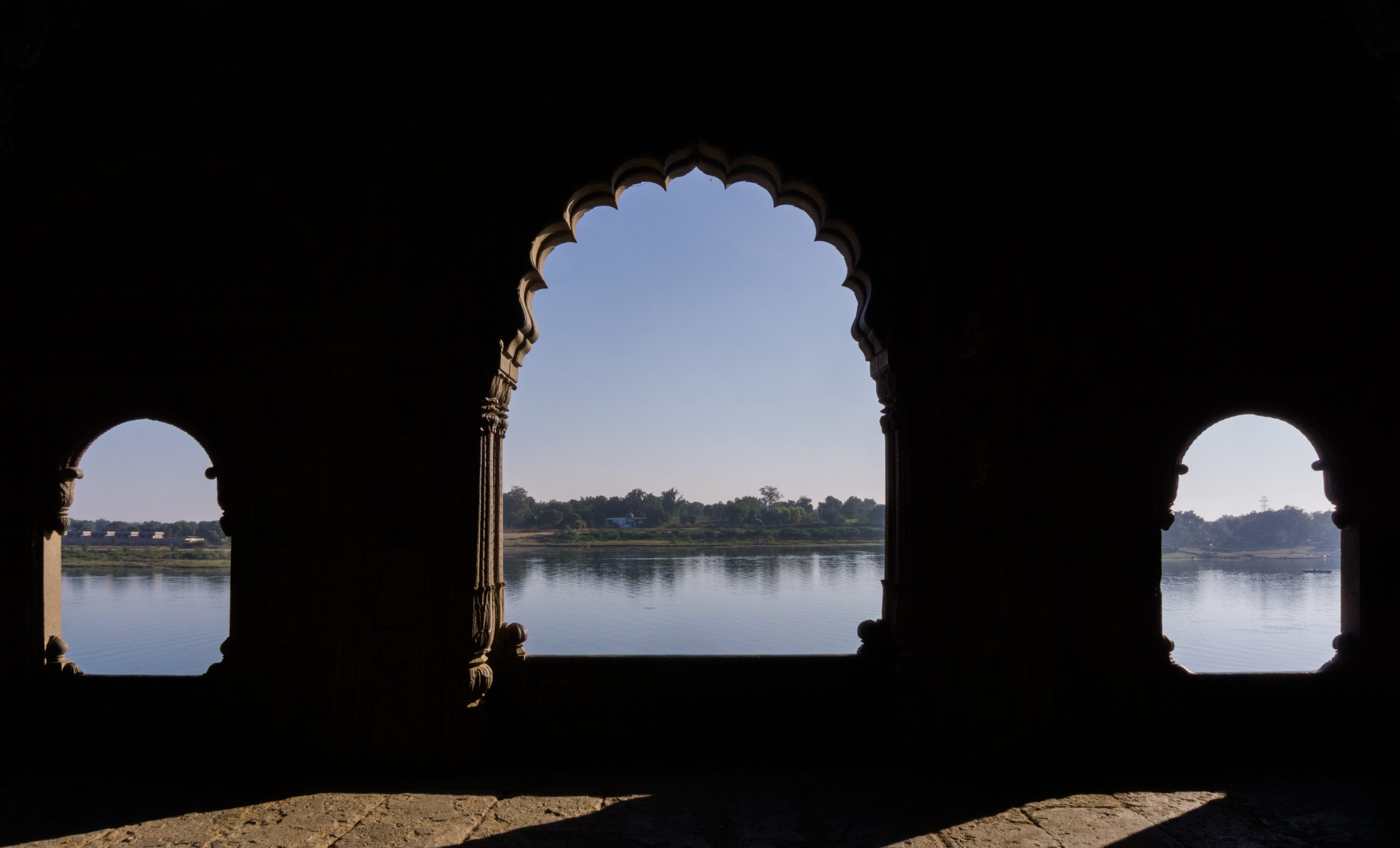
La Narmada vue depuis le fort de Maheshwar.
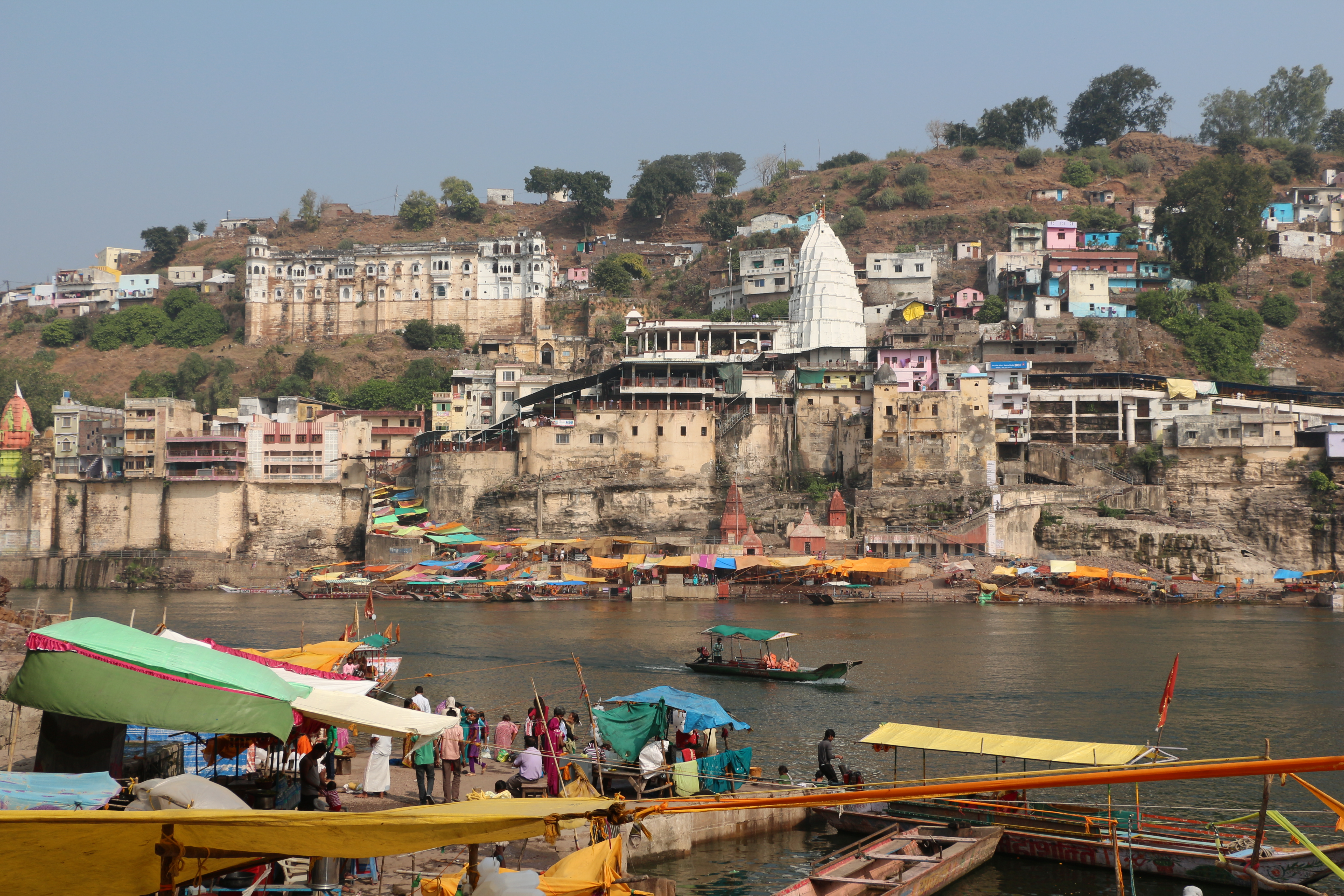
Le Temple de Omkareshwar depuis les rives du fleuve à Gaumukh Ghat.